# 아가보디 9세
아가보디 9세(Aggabodhi IX, 817년 ~ 846년)는 9세기 아누라다푸라 왕국의 람바카나 제2왕조 제12대 군주였다.

## 같이 보기
- 스리랑카의 역사